# Гетерохромия
Гетерохромия (от греч. ἕτερος — «иной», «различный», χρῶμα — цвет) — различный цвет радужной оболочки правого и левого глаза или разная окраска различных участков радужной оболочки одного глаза. Является результатом относительного избытка или недостатка меланина (пигмента). Также под гетерохромией может подразумеваться различная окраска кожи или волосяного покрова.
Цвет глаз, то есть цвет радужных оболочек, определяется прежде всего концентрацией и распределением меланина. Затронутый гетерохромией глаз может быть гиперпигментирован либо гипопигментирован.
У новорождённых детей цвет глаз часто ярче обычного. Почти всегда с возрастом глаз тускнеет, но иногда может сохранять глубину цвета. Это редкое явление, но чаще встречается при полной гетерохромии, хотя вероятность такого явления по-прежнему мала.
Ежегодно 12 июля отмечается День разноцветных глаз, посвящённый людям с гетерохромией.

## Классификация и причины возникновения

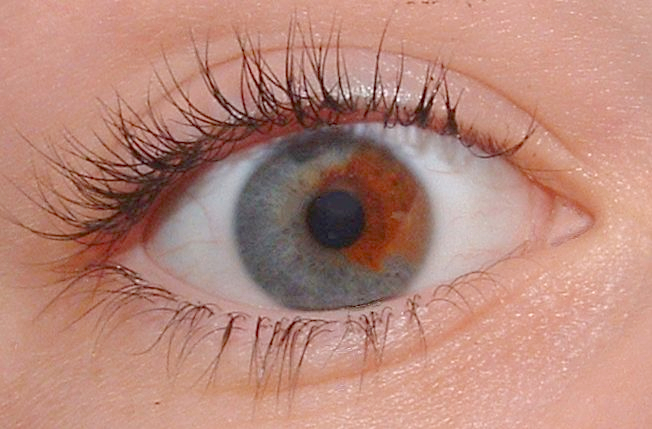
Частичная гетерохромия: голубая радужная оболочка с карим сектором

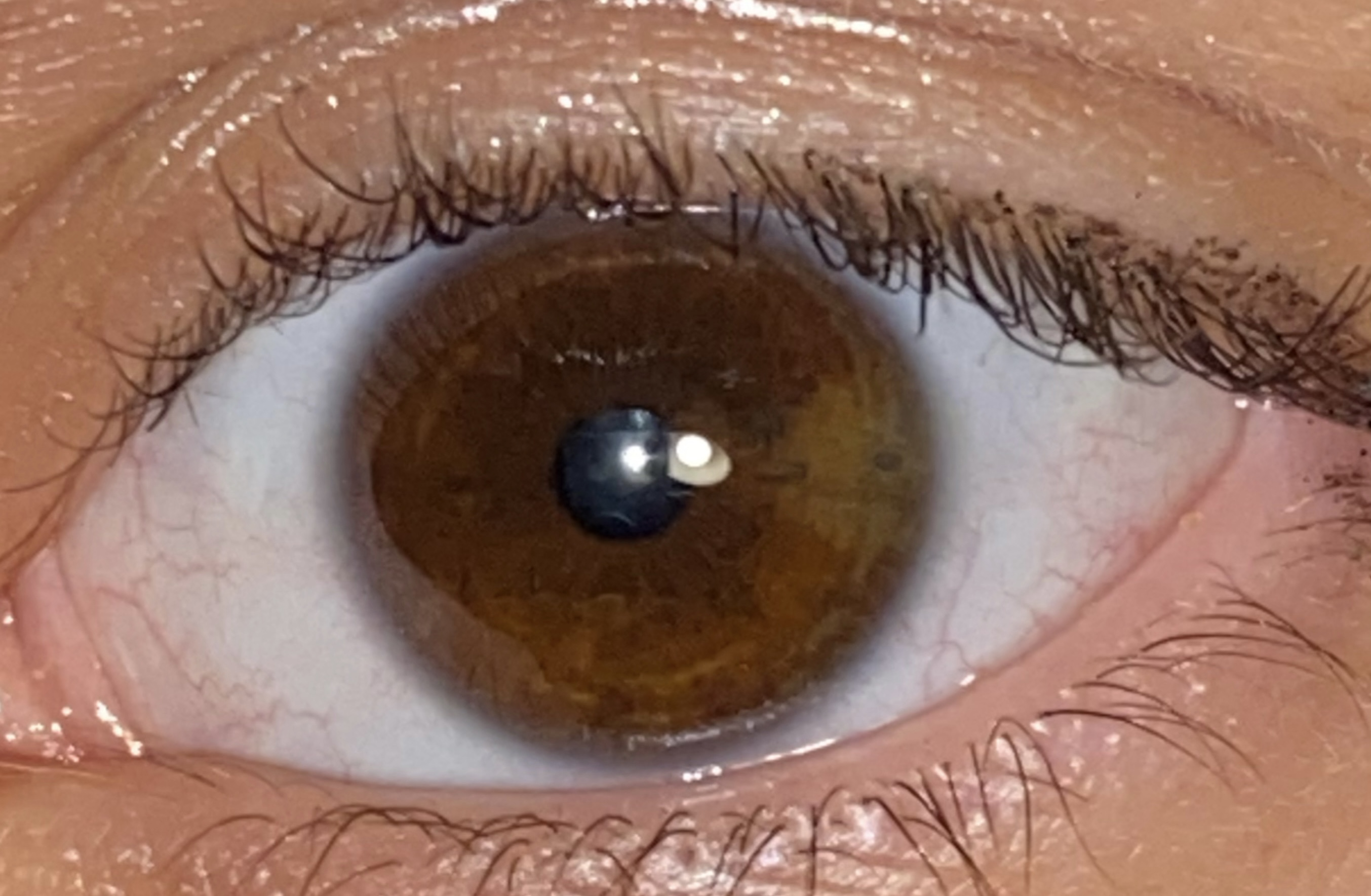
Частичная гетерохромия

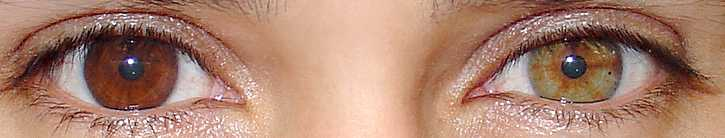
Полная гетерохромия

Гетерохромия классифицируется прежде всего как генетическая или приобретённая. Хотя нередко проводится различие между гетерохромией глаза: полной (греч. heterochromia iridis) и частичной. При полной гетерохромии цвет одной радужки отличается от цвета другой. При частичной гетерохромии или секторной гетерохромии цвет одной части радужки отличается от цвета оставшейся части.

### Врождённая гетерохромия
Как правило наследуется по аутосомно-доминантному признаку.

#### Аномальное затемнение радужной оболочки
- Узелки Лиша — один из симптомов нейрофиброматоза
- Увеальная меланома[8]
- Синдром пигментной дисперсии — характеризует потерю пигментации на задней поверхности радужной оболочки, которая распространяется внутриглазно, и нанесением на различные внутриглазные структуры, в том числе переднюю поверхность радужки[9]
- Болезнь Стерджа — Вебера

#### Аномальное осветление радужной оболочки
- Простая гетерохромия — явление, характеризующееся отсутствием других глазных или системных проблем. Аномально светлые глаза обычно рассматриваются как гипоплазия радужной оболочки. Может проявляться как полностью, так и частично.
- Синдром Ваарденбурга[10]
- Синдром Горнера[11]
- Пьебалдизм — наличие на коже конечностей, лица и некоторых др. частей тела врождённых белых, полностью лишённых меланоцитов пятен; наследуется по аутосомно-доминантному типу и обусловлено различными мутациями.
- Болезнь Гиршпрунга
- Синдром Блоха — Сульцбергера
- Болезнь Парри — Ромберга (синдром Ромберга)

### Приобретённая гетерохромия
Приобретается, как правило, из-за травмы, воспаления, опухолей или использования определённых глазных капель.

#### Аномальное затемнение радужной оболочки
- Роговичные отложения железа — сидероз (отложение железа в тканях глаза) и гемосидероз.
- Определённые глазные капли, которые используются наружно для снижения внутриглазного давления у больных глаукомой. Возникает из-за стимуляции синтеза меланина в радужной оболочке
- Опухоль
- Иридокорнеальный эндотелиальный синдром

#### Аномальное осветление радужной оболочки
- Гетерохромный иридоциклит Фукса — в результате внутриглазного воспаления происходит атрофия радужки и возникает характерная для данного состояния гетерохромия.
- Синдром Горнера[11] — обычно приобретается из-за нейробластомы, но бывает и врождённым.
- Меланома также может быть причиной осветления радужной оболочки.

Кроме этого гетерохромия может быть вызвана  синдромом Штиллинга — Тюрка — Дуэйна, мозаицизмом, увеитом, ювенильной ксантогранулёмой, лейкемией и лимфомой.

## Гетерохромия у животных

### Полная гетерохромия

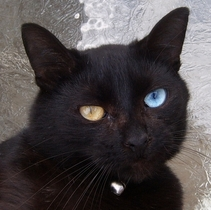
Разноглазая чёрная кошка

Гетерохромия у животных более распространена, чем у людей. Она обычно приводит к голубому цвету одного глаза.
Глаза разного цвета можно встретить у полностью белых кошек или у кошек с большим процентом белого в окрасе, особенно у таких пород, как ванская кошка и турецкая ангора. Кошек, имеющих глаза разного цвета, называют разноглазыми. У разноглазых кошек один глаз оранжевого, жёлтого или зелёного цвета, а другой глаз голубой. У као-мани гетерохромия встречается чаще всего.
По преданию, любимая кошка пророка Мухаммеда, Муизза, имела глаза разного цвета.
У домашних собак гетерохромия часто встречается у породы сибирский хаски.
Лошади с полной гетерохромией обычно имеют один карий, а второй белый, серый или голубой глаз. Полная гетерохромия наиболее распространена у лошадей пегой масти. Также она встречается среди коров и азиатских буйволов.

### Секторная гетерохромия
Секторная гетерохромия часто встречается у собак пород австралийская овчарка, хаски и бордер-колли.

## Известные люди с гетерохромией
Глаза разного цвета были у византийского императора Анастасия I, который получил из-за этой черты внешности прозвище  Дикор (греч: Δίκορος, «двух-зрачковый» или в свободном переводе «разноглазый»). Гетерохромия имеется у Кейт Босуорт, Тима Макилрота, Алисы Ив, Анушки Делон.

## Гетерохромия в массовой культуре
Среди литературных примеров гетерохромии — книги «Магам можно всё» (у всех магов с врождёнными способностями глаза разного цвета) Марины и Сергея Дяченко, «Четыре танкиста и собака» (в книге разные глаза у командира танка Василия Семёнова) Януша Пшимановского, «Белая гвардия» (поручик Виктор Мышлаевский) и «Мастер и Маргарита» (Воланд) Михаила Булгакова. В литературном сериале «Этногенез» гетерохромия используется, как индикатор ношения героями того или иного магического артефакта. Герцогиня Джозиана в романе Виктора Гюго «Человек, который смеётся».
Множество героев фантастических компьютерных игр, книг, фильмов, мультфильмов и аниме имеют гетерохромию.

## Галерея

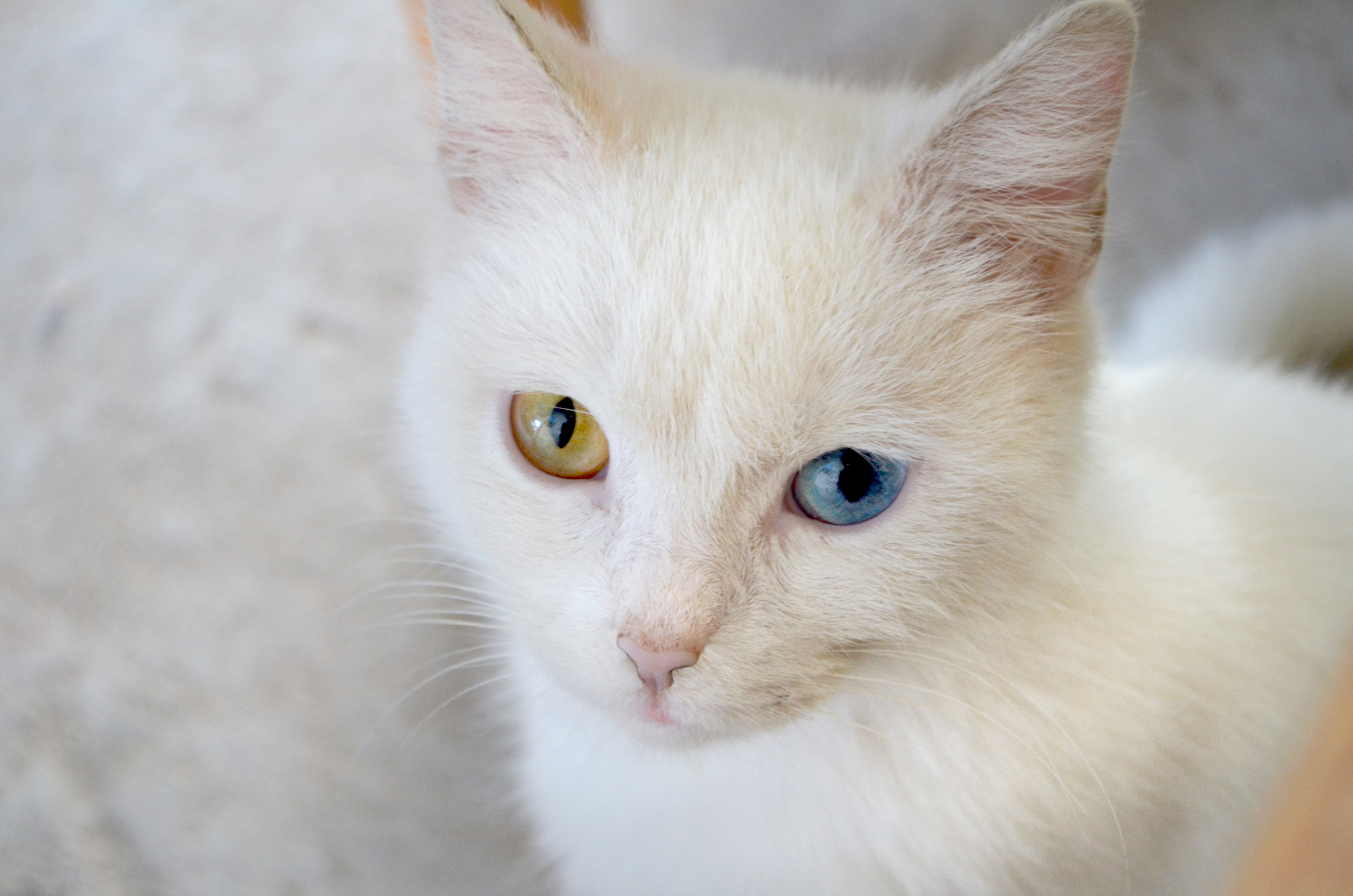
Полная гетерохромия у кошки: голубой глаз и жёлтый глаз. Жёлтый глаз, возможно, подвержен секторной гетерохромии, так как наружная часть жёлтая, а внутренняя — зелёная.
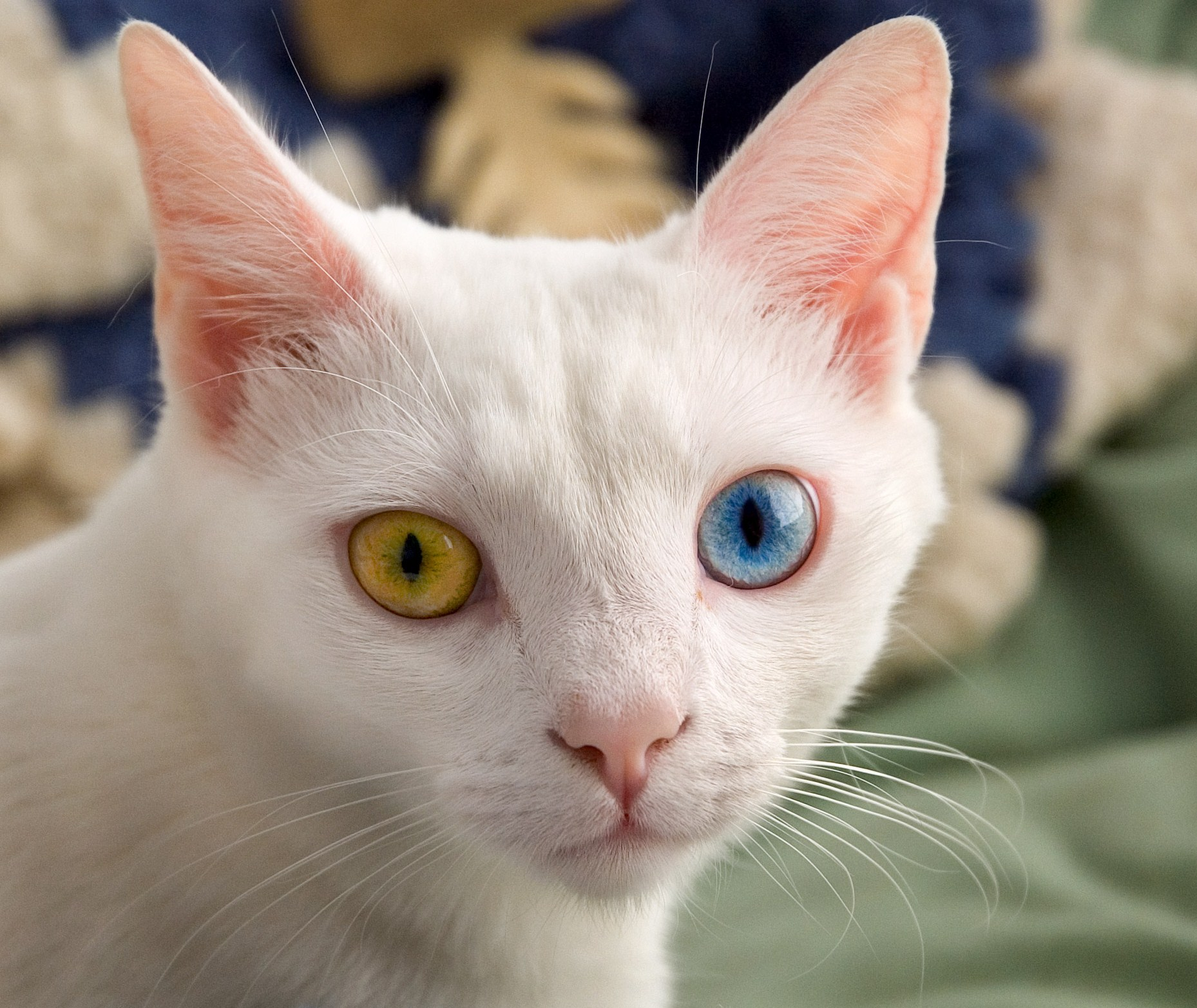
Полная гетерохромия у кошки: жёлтый и голубой глаз.
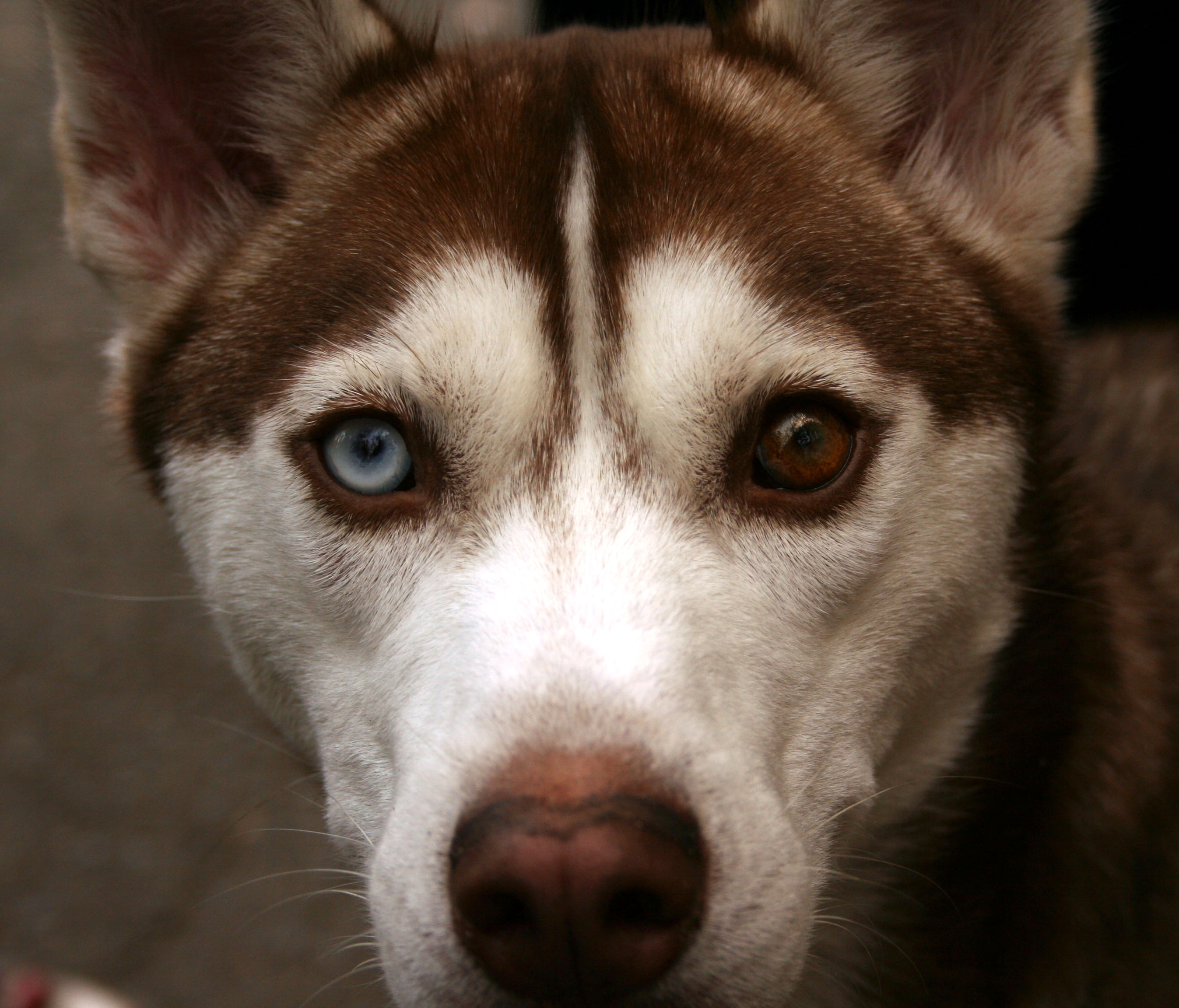
Полная гетерохромия у собаки: голубой глаз и карий глаз.
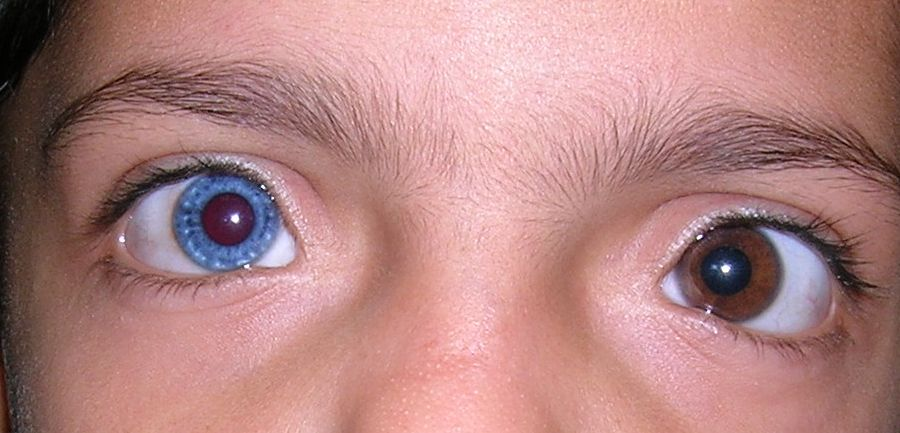
Полная гетерохромия и синдром Ваарденбурга I типа у человека.
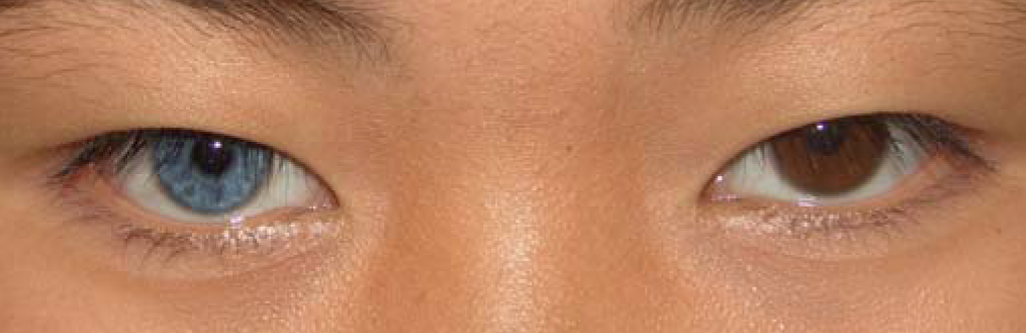
Гетерохромия при синдроме Ваарденбурга.
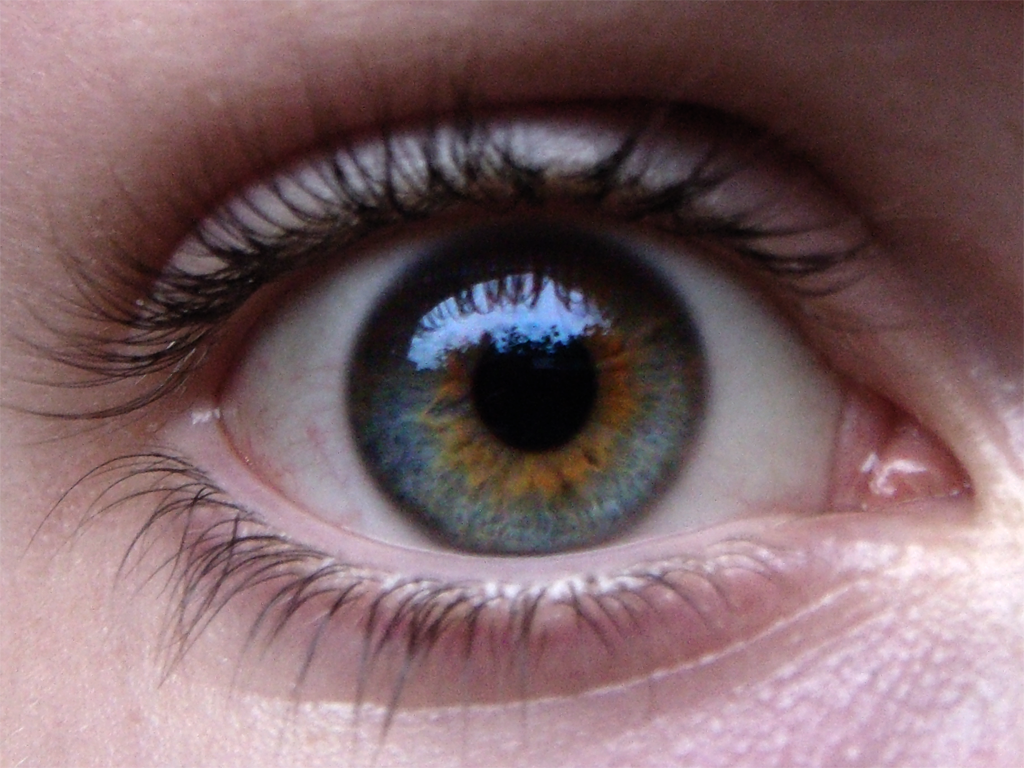
Центральная гетерохромия у человека.
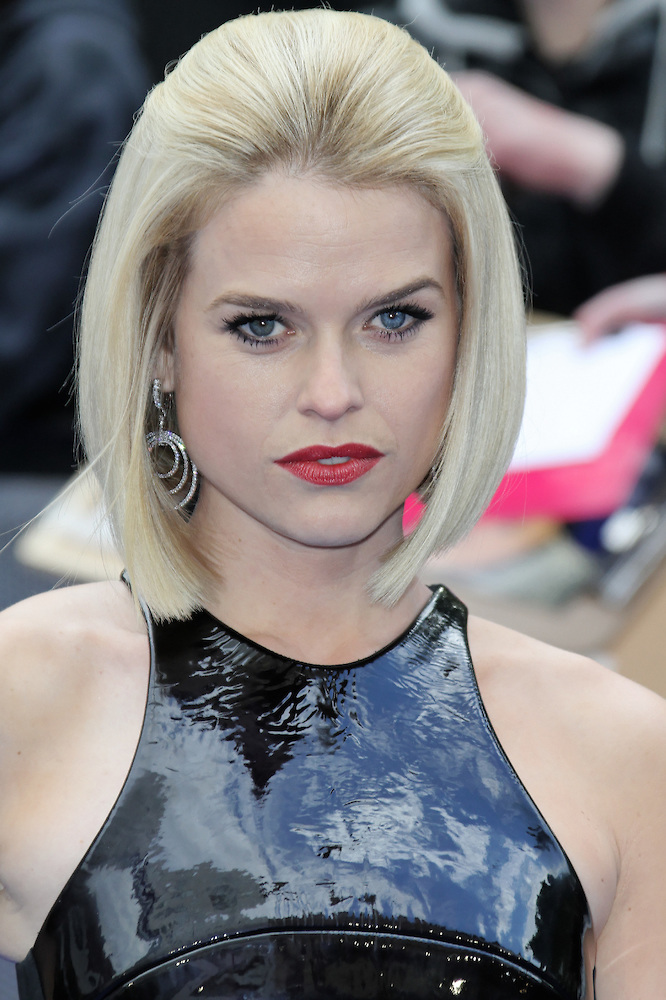
Элис Ив — известная обладательница полной гетерохромии.
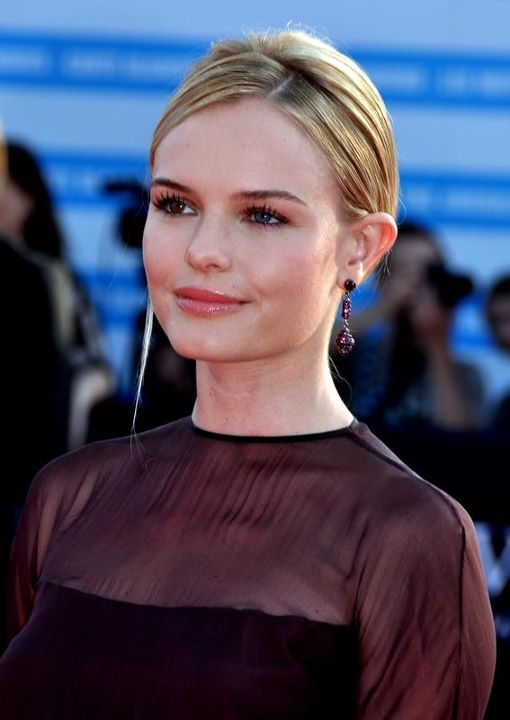
Кейт Босуорт — обладательница врождённой секторной гетерохромии.